# Chris Haslam
Chris Haslam, ameriški poklicni rolkar, * 1980, Ontario, Kanada.
Haslam je začel rolkati leta 1994, ko je živel v Singapurju, poklicni rolkar pa je od leta 2004. Njegov položaj na rolki je goofy.
Vedno večje pozornosti je Haslam deležen od njegovega dela v filmu Round 3, leta 2005 pa je prejel nagrado Izbira bralcev na Transworld Skateboarding Awards., naslednje leto pa je zmagal spletno tekmovanje 411 Versus. 
Leta 2006 je s Daewon Songom posnel neobičajen film Cheese and Crackers, v katerem ves čas rolkata samo na minirampu.
| - Almost (2003 - ) - Globe (2006 - ) - Independent (??? - ) - Momentum (??? - ) - Dakine (??? - ) - Vestal (??? - ) - Bones (2007 - ) - Artafact (2002 - 2003) - Deca (2001 - 2002) | - United By Faith: Episode 2 (Globe, 2007) - Un Momentum Por Favor (Momentum, 2007) - Cheese & Crackers (Almost, 2006) - Round 3 (Almost, 2005) - 411vm 13/2 (411vm, 2005) - King of the Road 2004 (Thrasher, 2004) - Fajsha (Digital, 2003) - RDS/FSU/2002 (RDS, 2002) - 2nd to None (Deca, 2001) |